# Komócsy Lajos
Pásztovai Komócsy Lajos (Szatmárnémeti, 1848. – Budapest, 1892. január 3.) újságíró. Komócsy József (1836–1894) újságíró öccse.

## Életpályája
Jogi tanulmányait a budapesti egyetemen végezte. Ezt követően a pénzügyminisztérium segédfogalmazója volt. 1875-ben lemondott állásáról, újságíró lett. 1875–1876 között a Kelet Népe című napilap szerkesztője volt. 1876-tól Lonkay Antal meghívására a Magyar Állam munkatársa, 1888–1890 között felelős szerkesztője volt. 1878–1879 között a Jóbarát szerkesztője volt. 1882–1884 között a Képes Családi Lapok szerkesztőjeként tevékenykedett.